# Audit qualité
 (mars 2021).
Si vous disposez d'ouvrages ou d'articles de référence ou si vous connaissez des sites web de qualité traitant du thème abordé ici, merci de compléter l'article en donnant les références utiles à sa vérifiabilité et en les liant à la section « Notes et références ».
Un audit qualité est un processus systématique, indépendant et documenté fondé sur des preuves permettant d'évaluer de manière objective la conformité à des critères d'audit. Ceux-ci peuvent être un référentiel normatif (norme ISO 9001 par exemple, norme produit, ...), des règles de l'entreprise que l'on trouve dans le manuel qualité, un cahier des charges, une réglementation applicable.
L'audit qualité doit être mené par des auditeurs qualifiés, c'est-à-dire des auditeurs formés aux techniques de l'audit qualité et en mesure de planifier les audits, réaliser les audits sur le terrain, rédiger les rapports d'audit et suivre les actions qui en découlent.
C'est un élément important du management de la qualité d'un organisme et un élément clé de la norme ISO 9001 « Système de management de la qualité - Exigences ».
De plus la réalisation des audits qualité est obligatoire pour pouvoir demander une certification ISO 9001.
Les audits de qualité sont généralement effectués à des intervalles de temps prédéfinis et garantissent qu'un organisme dispose de processus clairement définis, surveillés sur la base d'indicateurs leur permettant de corriger les défauts, les non conformités, diminuer les risques et de lancer des actions d'amélioration. Cela peut aider à déterminer si l'organisation se conforme aux processus du système qualité définis et peut impliquer des critères d'évaluation procéduraux ou axés sur les résultats.
Avec la mise à niveau des normes ISO 9000, ISO 9001, ISO 9004 depuis 1987, les vérifications sont passées de l'observation purement procédurale à la mesure de l'efficacité réelle du système de management de la qualité (SMQ) et des résultats obtenus mise en œuvre d'un système de management de la qualité.

## Avantages des audits
Les audits sont un outil de progrès permanent essentiel pour vérifier le bon fonctionnement du système de management de la qualité et des processus. Ils permettent d'évaluer leur efficacité dans la mise en œuvre de la politique et des objectifs qualité d'un organisme. Ils permettent également de juger de l'efficacité des niveaux de performance cibles visés par un organisme.
Les processus dans un système de management sont interdépendants. Il faut donc s’assurer qu’ils fonctionnent correctement et interagissent efficacement les uns par rapport aux autres. Pour cela, un auditeur qualifié vérifie la documentation associée aux processus et leur bon fonctionnement en configuration opérationnelle. Cet auditeur n’a aucune implication dans les activités auditées de manière à pouvoir proposer un point de vue impartial et neutre. Il collecte les informations, les preuves, les témoignages nécessaires pour valider la correspondance entre les processus standardisés, la pertinence du pilotage, la réalité du terrain et les résultats attendus. À partir des résultats de l'audit, si des situations anormales sont observées (dysfonctionnement, retard, risque, lourdeur, incohérence, …), elles seront traitées par le système de management de la qualité.
De plus, pour un organisme les audits qualité doivent non seulement détecter les non-conformités et permettre de lancer des actions correctives, mais ils constituent également une occasion de mettre en évidence les points forts et les bonnes pratiques. De cette manière, d'autres départements peuvent partager des informations et améliorer leurs pratiques de travail, contribuant ainsi à l'amélioration continue.
Les audits de qualité peuvent faire partie intégrante des exigences de conformité ou de réglementation.
Tel est le cas par exemple des audits des systèmes d'assurance de la qualité des sites de fabrication des fabricants de matériels ATEX (selon les exigences de la directive 94/9/CE, qui sera remplacée en 2016 par la directive 2014/34/UE), ou de matériels Ex avec comme référentiel le schéma de certification international IECEx
Selon les exigences de la directive ATEX 94/9/CE et de l'IECEx, la mise sur le marché de certains matériels Ex nécessite un document officiel appelé « notification du système d'assurance qualité ». Il s'agit d'un document officiel basé sur un rapport d'audit des sites de fabrication des fabricants de matériels Ex encore appelé audit de fabrication. Cet audit est basé sur les exigences de la directive ATEX 94/9/CE ainsi que sur des normes (ou documents OD 005 dans le cas de l'IECEx), qui spécifient des exigences complémentaires à l'ISO 9001. Ces exigences complémentaires sont principalement liées à la documentation, à la définition des responsabilités et à la fabrication du matériel Ex. Ces exigences complémentaires sont définies dans les normes ou documents suivants :
- La norme EN 13980 : décembre 2002 - Atmosphères explosibles — Application des systèmes qualité
- La norme EN ISO / CEI 80079-34 : 2011 Atmosphères explosives - Partie 34 : Application des systèmes de qualité pour la fabrication d'équipements
- Le document OD 005 de l'IECEx Exigences pour les fabricants - systèmes d'assurance qualité

Des audits appelés « audits internes » sont effectués régulièrement par des auditeurs (formés par l'entreprise ou par des consultants qualité d'une société de conseils). Ces audits, entre l'audit de certification et l'audit de contrôle qualité, permettent de contrôler la bonne maîtrise des procédés et de contribuer à l'amélioration de la qualité.

## Norme pour l'audit des systèmes de management de la qualité

### Norme ISO 19011
La norme ISO 19011 « Ligne directrices pour l'audit des systèmes de management » a été révisée pour la dernière fois en 2018. Cette norme donne des conseils sur le management de programmes d’audit, la réalisation d’audits internes ou externes de systèmes de management ainsi que sur la compétence et l’évaluation des auditeurs. Elle est destinée à une large gamme d’utilisateurs potentiels parmi lesquels des auditeurs, des organismes mettant en œuvre des systèmes de management et des organismes devant réaliser des audits de systèmes de management dans un cadre contractuel et des organismes chargés de la certification ou de la formation d’auditeurs, de la certification/enregistrement de systèmes de management, de l’accréditation ou de la normalisation dans le domaine de l’évaluation de la conformité.

## Types d'audits
Trois types d'audits peuvent être distingués :
- L'audit produit rassemble les vérifications exhaustives des caractéristiques du produit en regard avec les exigences définies.

- L'audit processus ou audit procédé se concentre sur les étapes ayant un impact qualité dans une production ou lors de mesures.

- L'audit de systèmes ou audit d'organisations s'applique à l'ensemble d'un système qualité et à son évaluation au regard des dispositions établies.

Les audits peuvent également être distingués en fonction des parties intéressées :
- L'audit interne (audit première partie) réalisé en interne dans l'entreprise.
- L'audit client ou fournisseur (audit seconde partie) réalisé pour vérifier la conformité des dispositions prises par les parties pour respecter leurs engagements.
- L'audit tierce partie ou audit de certification, réalisé par un organisme certifié qui délivre un certificat.